# Потенціал Доннана
Потенціал Доннана (англ. Donnan potential) — різниця електричних потенціалів між двома розчинами, розділеними йонообмінною мембраною у відсутності будь-якого струму, який би протікав через мембрану. За угодою вимірюється як різниця потенціалів при нульовому електричному струмі між двома ідентичними сольовими містками насиченими КСІ, зануреними в такі два розчини при умові рівноваги Доннана.
Синонім — електрорушійна сила Доннана.